# Agglomération yverdonnoise

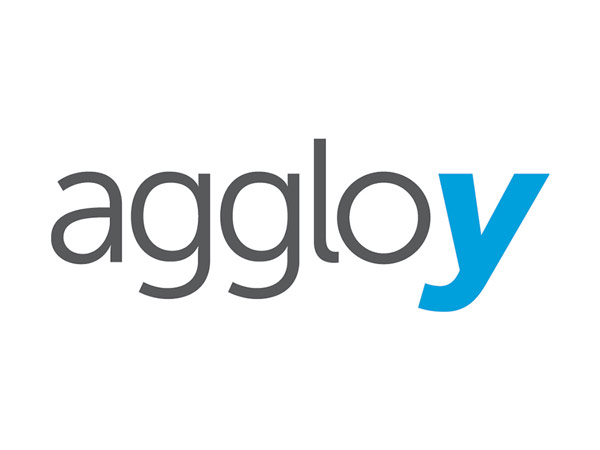
Logo du projet AggloY.

L’agglomération yverdonnoise est composée de huit communes du district du Jura-Nord vaudois et compte une population totale de 37 370 habitants (2020).
Ces huit communes se sont réunies au sein d’AggloY, une structure intercommunale en partenariat avec l’État de Vaud, pour répondre aux défis contemporains de l’aménagement du territoire et faire évoluer harmonieusement la région d'Yverdon-les-Bains.
Dès 2007, AggloY s'est ainsi engagé pour le développement durable de son territoire en portant des projets transversaux et d'envergure. Cet engagement est retranscrit dans un projet de territoire commun, le projet d'agglomération.

## Contexte
Près de trois quarts de la population suisse vit dans les villes et les agglomérations, d'où émanent d’importantes impulsions économiques, sociales, culturelles et politiques ainsi que de nombreux défis, tel que l’augmentation de la mobilité, l’accroissement démographique, la gestion des finances publiques et la transformation des villes dans le but d’économiser de l’énergie. Les villes et agglomérations se sont heurtées dès les années nonante à des enjeux intercommunaux auxquels elles n'étaient plus en mesure de faire face seules. La Confédération suisse a pris conscience de l'importance de la dimension supracommunale et a amorcé une politique des agglomérations en vue de renforcer leur rôle.
Cette politique a comme objectif la coordination du développement dans différents domaines et la promotion de la collaboration dans les espaces urbains. Les contributions fédérales aux infrastructures de transport sont désormais conditionnées à l’existence de projets d’agglomération, un outil de planification, de coordination et de pilotage des politiques publiques en matière de transports et d’aménagement du territoire.

## Historique des projets d'agglomération

### Projets de première et deuxième génération
En 2005, les huit Communes de l’agglomération yverdonnoise et le Canton se sont réunis afin d’élaborer un projet de territoire commun et de cibler les mesures à même de bénéficier d’une aide financière de la Confédération. Deux ans plus tard, l’agglomération a déposé à l’ARE le dossier du Projet d’agglomération AggloY de première génération (2007) et est suivi en 2012, par le projet d’agglomération de deuxième génération. Les dossiers, bien perçus, ont permis d’obtenir d’importants cofinancements. Yverdon reçoit le prix Wakker 2009 « pour sa gestion de l'espace public, le traitement respectueux de son patrimoine bâti et sa collaboration exemplaire avec les communes avoisinantes », notamment le programme d'agglomération AggloY.

### Projet de troisième génération
La gouvernance d'AggloY n'a pas souhaité déposer un projet d'agglomération de 3e génération en 2016 afin de se concentrer sur la mise en œuvre des mesures prévues par les projets d'agglomération précédents.

### Projet de quatrième génération
En 2021, un projet d'agglomération de 4e génération est déposé. Ce dernier poursuit la démarche entamée dans les deux précédents projets et concrétise la vision d'ensemble d'une agglomération concertée. Le projet d’agglomération AggloY aborde des thématiques telles que transports, logements, emplois, activité et environnement,. Les huit communes signataires sont :
- Yverdon-les-Bains
- Grandson
- Montagny-près-Yverdon
- Valeyres-sous-Montigny
- Chamblon
- Treycovagnes
- Cheseaux-Noréaz
- Pomy

## Organisation
Présidé par le syndic d’Yverdon-les-Bains, le Comité de pilotage politique est l’organe décisionnel d’AggloY. Il est composé de deux représentants du Conseil d’État et d’un membre de l’exécutif de chaque commune membre.
Le responsable opérationnel du projet était Sébastien Genoud jusqu'en 2019, date à laquelle il est remplacé par l'architecte Ronei Falvino.

## Objectifs de la planification
Les Communes de l’agglomération et le Canton ont développé une vision globale et une planification partagée et interdisciplinaire qui se traduit par plusieurs objectifs :
- Garantir un cadre de vie agréable et accompagner qualitativement la croissance démographique ;
- Concilier les objectifs d’aménagement du territoire avec le maintien et le développement des entreprises ;
- Proposer un réseau urbain attractif aux usagers et tirer le meilleur parti de l’offre CFF ;
- Mettre en place des itinéraires sûrs et directs de mobilité douce permettant de se déplacer rapidement ;
- Gérer le trafic motorisé par la mise en place d’itinéraires privilégiés et une organisation efficace du stationnement ;
- Mettre en valeur le cadre paysager et garantir la protection des milieux naturels de la région ;
- Assurer l’équilibre, la complémentarité et le développement de synergies entre les différents pôles commerciaux ;
- Renforcer l’attractivité des centralités en aménageant des espaces publics de qualité[2].